# Kōshō-ji (Uji)
Pour les articles homonymes, voir Kōshō-ji.

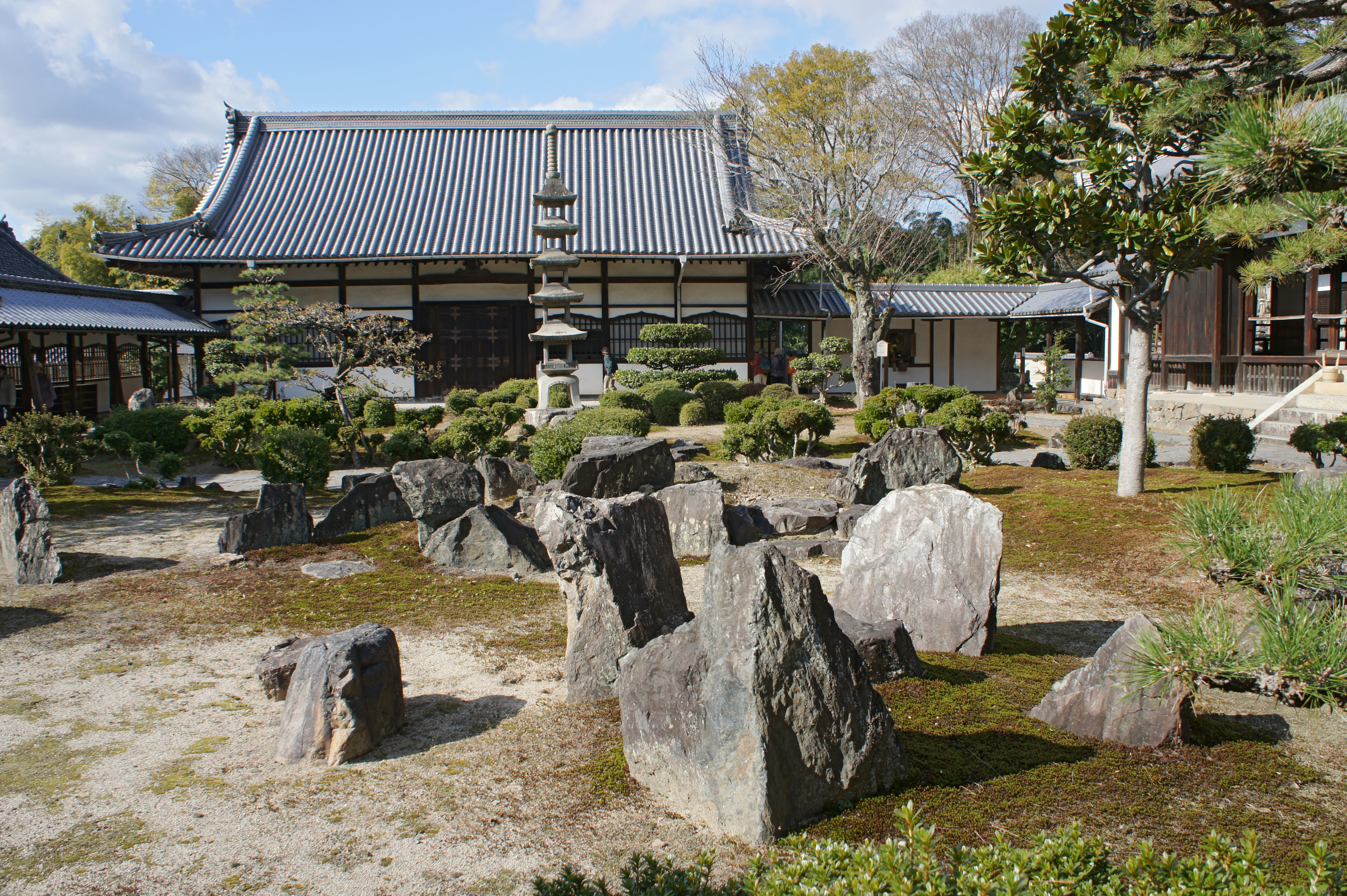
Le jardin

Le Kōshō-ji (興聖寺) est le premier temple historique de la branche Sōtō du bouddhisme zen. Il est situé à Uji, dans la préfecture de Kyoto.
Le temple fut bâti en 1233 par Dōgen d'abord sous le nom de Kōshō hōrin-ji. Incendié et détruit pendant la guerre d'Ōnin à la fin du XVe siècle, il fut reconstruit en 1648 par Naomasa Nagai.
Le nom de montagne (山号, sangō) du temple est Buttoku-san (仏徳山). Le bouddha qui y est principalement vénéré est Shakyamuni.
Le chemin qui mène au temple (sandō (参道)) est appelé la Pente en Koto (琴坂, koto zaka). Cette pente est très populaire pour ses paysages d'automne. Le temple apparaît dans deux estampes de la série des Douze vues d'Uji : Corètes sur la rive au printemps (春岸の山吹) et Cloche du soir de Kōshō (興聖の晩鐘).

## Historique
En 1227, Dōgen rentre au Japon de son séjour en Chine, alors sous la dynastie Song. Après être resté quelque temps au temple Kennin-ji, il part se retirer au temple Anyō-in à Fukakusa vers 1229. On suppose que ce temple se trouvait sur le site du grand temple Gokuraku-ji, lié au clan Fujiwara, qui se situerait aujourd'hui dans les environs du Hōtō-ji à Kyoto.
En 1233, Dōgen établit le Kōshō-ji à Fukakusa. D'après le Eihei Kōroku (永平広録), c'est en 1236 que le temple prend le nom de Kannon Dōri-in Kōshō Hōrin Zen-ji (観音導利院興聖宝林禅寺) lors de la cérémonie pour son inauguration. Mais le Kenzeiki « Chronique de Kenzei » (建撕記) indique que l'année précédente, le temple possédait un bâtiment du Bouddha (仏堂, butsu-dō), mais pas encore de bâtiment du Dharma (法堂, hattō), ni de bâtiment des moines (僧堂, sō-dō). Dōgen aurait donc lancé une campagne de levée de fonds (« Kanjin (en) » (勧進)) pour construire ce dernier. L'historien de l'architecture Hirotarō Ōta indique qu'il est impossible que la construction du temple ait été terminée en un an seulement.
Sous la pression du Enryaku-ji du mont Hiei, Dōgen doit quitter la capitale en 1243 et se réfugier dans la province d'Echizen avant que le Kōshō-ji ne soit détruit ; la lignée des abbés du temple prend fin avec le quatrième successeur. Bien plus tard en 1649, Nagai Naomasa, alors seigneur du château de Yodo, invite le moine Bannan Eishu (万安英種) à devenir le cinquième abbé du temple qu'il restaure à son emplacement actuel.
Les archives traitant de cette époque sont aujourd'hui publiées dans l'ouvrage Écrits du Kōshō-ji (興聖寺文書 (kōshō-ji bunsho)).

## Site du Kōshō-ji
- Bâtiment principal

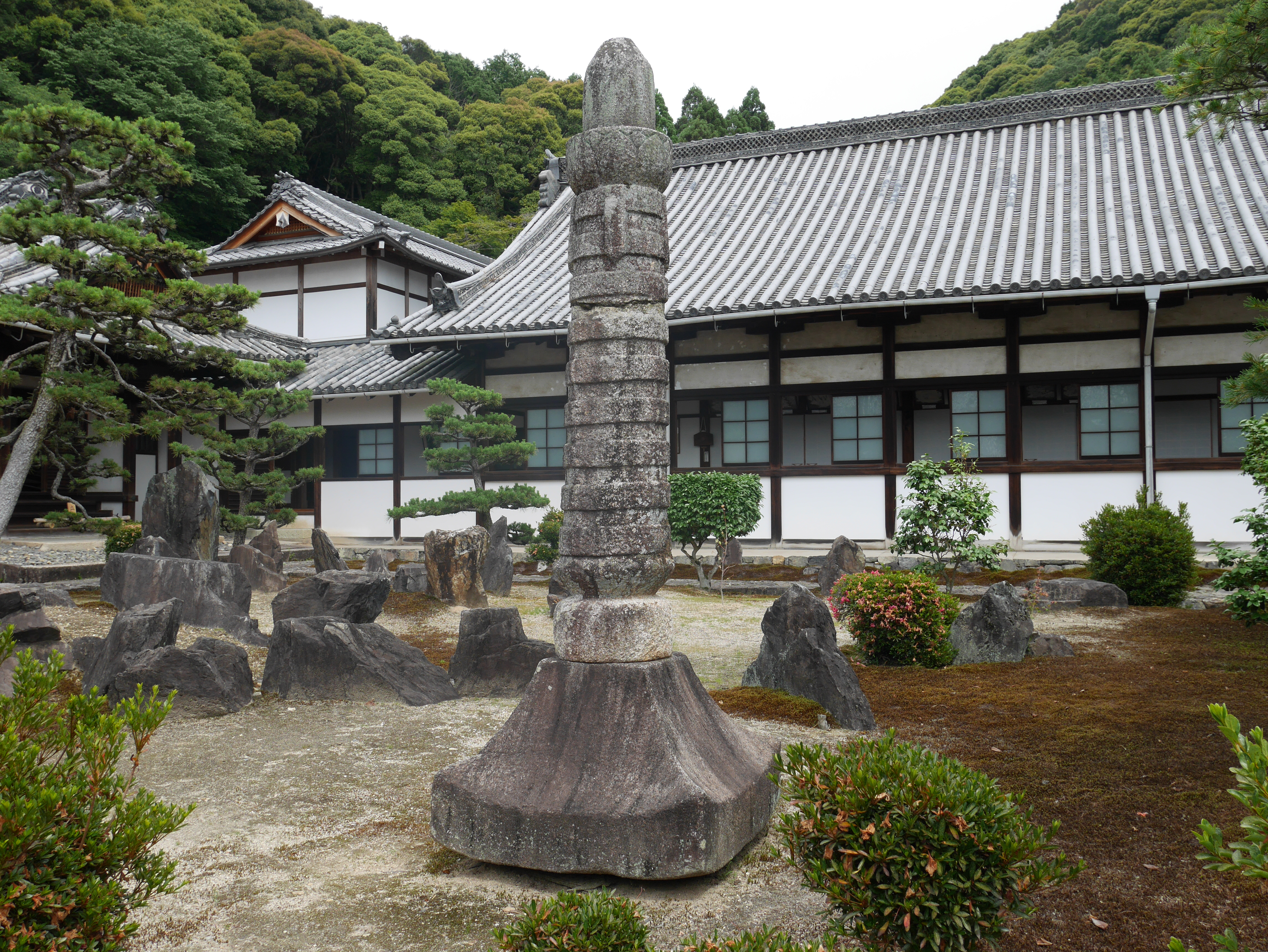
Sōrin en pierre du Kōshō-ji

- Bâtiment du fondateur (actuellement appelé « palais du Bouddha » (天竺殿?)）
- Zendō
- Quartiers de l'abbé (方丈?)
- Shōrō
- Quartiers de l'intendant (監持寮?)
- Sōrin en pierre

## Sandō
Le chemin qui mène au bâtiment principal du Kōshō-ji (sandō) est célèbre pour ses cerisiers au printemps et ses couleurs en automne. Il offre de jolis paysages à toutes les saisons, en particulier lors du bourgeonnement des fleurs vers la fin du mois d'avril.
À partir de la porte principale située sur la rive droite de la rivière Uji, le chemin menant au bâtiment principal monte doucement sur environ 200 mètres. Il est appelé Pente en Koto (琴坂, koto zaka).
Ce nom vient du bruit que fait l'eau du mont Asahi s'écoulant le long de la pente à partir du réservoir du temple, dont le timbre, allié à la forme du chemin, rappelle le koto.

## Bien culturel
- Statue de Kannon enseignant (手習観音?)

## Emplacement
27 Ujiyamada, Uji, préfecture de Kyoto.

## Accès en transports
- 15 minutes à pieds depuis la station Uji sur la ligne Keihan Uji.
- 15 minutes à pieds depuis la station Uji sur la ligne Nara.

## Note de bas de page
- (ja) Cet article est partiellement ou en totalité issu de l’article de Wikipédia en japonais intitulé « 興聖寺 » (voir la liste des auteurs).

1. ↑  『宇治をめぐる人々』p. 66
2. ↑  『京都府の地名』239p
3. ↑  『京都の禅寺散歩』, pp.267 - 268
4. ↑  « 道元禅師初開の道場 仏徳山 興聖宝林禅寺 », 曹洞宗近畿管区教化センター (consulté le 18 juin 2017)